# Джерело б/н (Баркасово)
Джерело б/н — гідрологічна пам'ятка природи місцевого значення. Об'єкт розташований на території Мукачівського району Закарпатської області, с. Баркасово.
Площа — 0,5 га, статус отриманий у 1984 році.